# ستيتش (ليلو وستيتش)
ستيتش هو شخصية خيالية والبطل الرئيسي في العلامة التجارية لديزني ليلو وستيتش. الشخصية من تأليف كريس ساندرس، الذي هو أيضاً مثل صوته في كل الإعلام الذي يظهر فيها تقريباً.
الشخصية من اختراع جامبا جوبيكا لاحداث فوضى عبر المجرة.

## المظهر
ستيتش هو فضائي أزرق يشبه الكوالا قائم على أربعة أقدام. لديه أذنان كبيرتان يشبهان أذنيّ الأرنب وفم واسع وأنف مستدير وعينان سوداوتان وذيل صغير وقصير وثلاث خصال من الفراء على قمة رأسه وصدره. أربع أذرع (اثنان منها عادة ما تتراجع) وارتفاع قابل للسحب التي تتجه إلى ظهره ومخالب حادة قابلة للسحب ،جبهته وكفوف الظهر وهوائيان اثنان قابلان للسحب على رأسه.

## وصلات خارجية
- ستيتش في قاعدة بيانات الأفلام على الإنترنت